# 日本フランス語教育学会

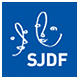
SJDFのロゴ

日本フランス語教育学会（にほんフランスごきょういくがっかい、フランス語: Société japonaise de didactique du français）は、フランス語教育に関する理論や実践の研究を目的とする学術団体である。現在の会員数はおよそ700名。

## 沿革
- 1970年 - 「日本フランス語教授連合」（Association Japonaise des Professeurs de Français）として設立
- 1979年 - 「日本フランス語教育研究協会」に改称
- 1996年 - 現在の名称である「日本フランス語教育学会」に改称

## 学会活動
- 大会の実施（１年に２回。春は東京、秋はそれ以外の都市にて）
- 学会誌の刊行（Revue japonaise de didactique du français, Études didactiques, Études francophones）
- フランス語教育研修会「スタージュ」の運営（日本フランス語フランス文学会ならびにフランス大使館との共催）